# (9404) 1994 UQ11
A (9404) 1994 UQ11 a Naprendszer kisbolygóövében található aszteroida. Ueda Szeidzsi és Kaneda Hirosi fedezte fel 1994. október 26-án.